# Центральная служба разведки СССР

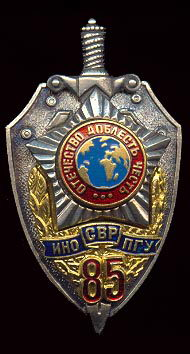
Памятный знак 85 лет ИНО-ПГУ-СВР

Центральная служба разведки СССР — разведывательная служба СССР, преемница Первого главного управления КГБ СССР. Просуществовала всего несколько недель в ноябре—декабре 1991 года, в связи с распадом СССР преобразована в Службу внешней разведки РФ.

## История создания
В ходе реорганизации и деполитизации КГБ, начавшихся после августовского путча 1991 года, первым заместителем председателя этого ведомства и одновременно начальником Первого главного управления был назначен 30 сентября 1991 Евгений Примаков, первый и единственный гражданский руководитель этого органа советской внешней разведки, крупный учёный-востоковед и политический деятель.

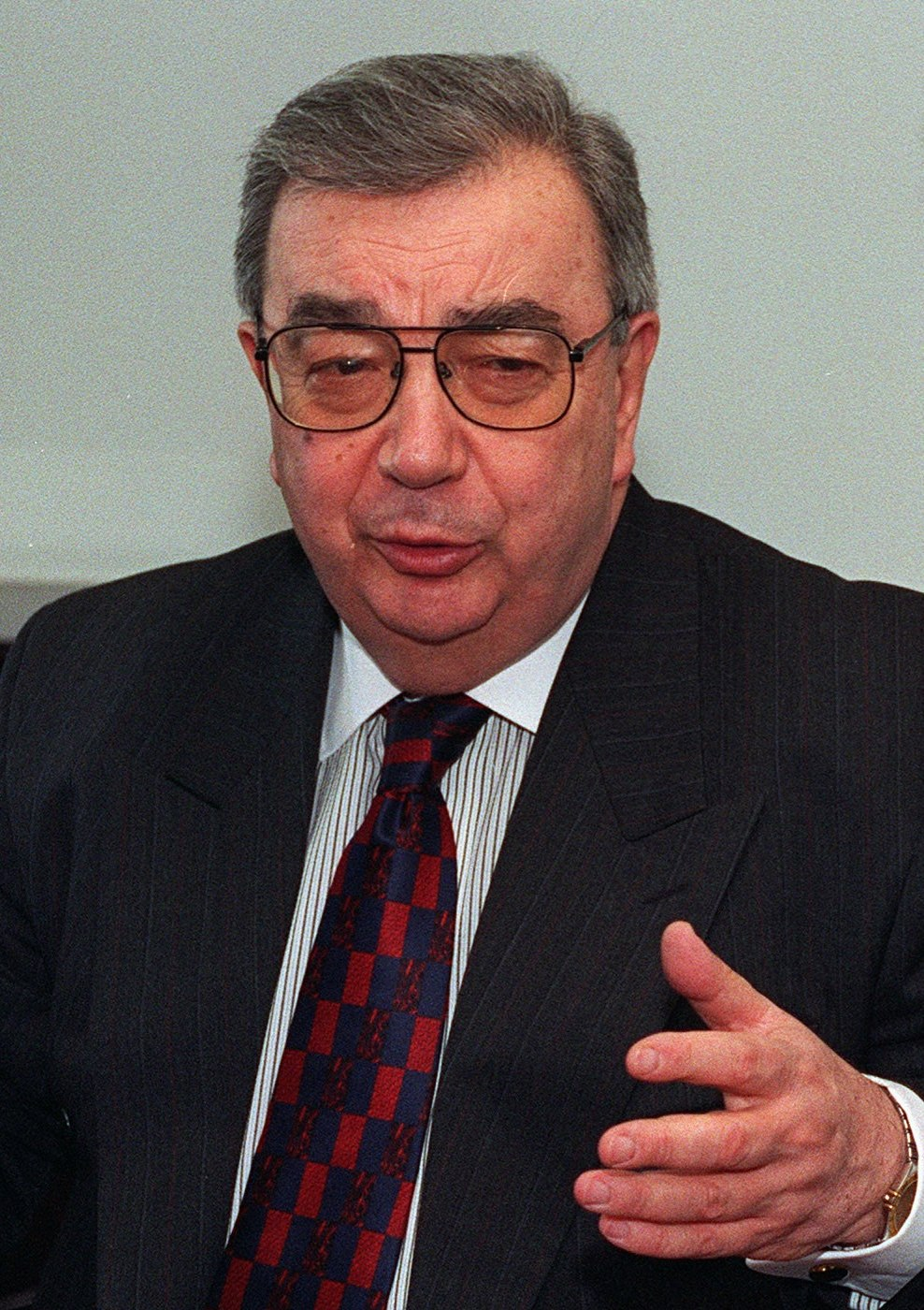
Академик Е. М. Примаков, 1997 год

Евгению Примакову и новому председателю КГБ СССР Вадиму Бакатину, сменившему уволенного и арестованного по обвинению в государственной измене и попытке насильственной смены власти Владимира Крючкова, было поручено в недельный срок представить предложения о выведении органов внешней разведки (ПГУ) из состава КГБ.
- 6 ноября 1991 года Примаков назначен первым и единственным Директором Центральной службы разведки СССР[1].
- 25 ноября 1991 указом Президента СССР Михаила Горбачёва утверждено временное «Положение о ЦСР СССР», в котором перечислялись функции службы, её директора, статус сотрудников ЦСР и другие вопросы её деятельности[2].
- 2 декабря 1991 назначен первый заместитель директора ЦСР — В. И. Трубников, 5 декабря — заместители: В. И. Гургенов, Ю. А. Зубаков, В. М. Рожков и А. А. Щербаков.
- 3 декабря 1991 разделение КГБ СССР на Межреспубликанскую службу безопасности, Центральную службу разведки и Комитет по охране государственной границы СССР утверждено последним Законом СССР — «О реорганизации органов государственной безопасности»[3].
- 13 декабря 1991 года впервые в практике российской внешней разведки было создано Бюро по связям с общественностью и средствами массовой информации.

Формально ЦСР СССР просуществовала до 18 декабря 1991 года.

## Ликвидация

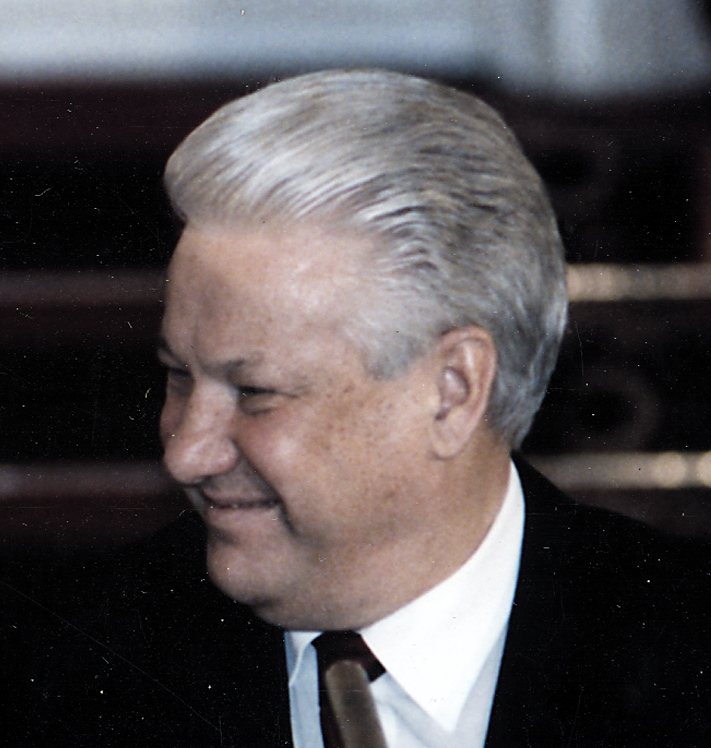
Президент России Борис Ельцин

После распада СССР на основе Центральной службы разведки СССР указом Президента РСФСР от 18 декабря 1991 года «в связи с ратификацией Верховным Советом РСФСР Соглашения о создании СНГ от 8 декабря 1991 г. и в целях обеспечения безопасности Российской Федерации» образована СВР России.
Согласно официальной версии СВР России, Указом Президента России Бориса Ельцина от 18 декабря 1991 года не была образована принципиально новая спецслужба новой России, а Центральная служба разведки СССР была всего лишь «переименована в Службу внешней разведки России»